# Песни Владимира Высоцкого на стихи других авторов

## Песни на стихи других авторов с музыкой В. Высоцкого
| Год написания | I строка                                        | Название               | Автор текста   | Примечания                                                                                     |
| ------------- | ----------------------------------------------- | ---------------------- | -------------- | ---------------------------------------------------------------------------------------------- |
|               | Мечется стрелка спидометра…                     |                        | Давид Маркиш   |                                                                                                |
|               | Мир такой кромешный…                            |                        | Д. Маркиш      |                                                                                                |
| 1930-е        | Собра́лись 10 ворчунов − есть чудаки везде ведь… | Зонг о десяти ворчунах |                | На стихи из песни немецких антифашистов в переводе Б. Слуцкого. Из спектакля «Павшие и живые». |
| 1964          | Раб стандарта, царь природы…                    | Оза                    | А.Вознесенский | Отрывок поэмы. Из спектакля «Антимиры».                                                        |
| 1958          | Я славлю скважины замочные!…                    | Ода сплетникам         | А.Вознесенский | Из спектакля «Антимиры».                                                                       |
| 1971          | Не славы и не коровы…                           | Песня акына            | А.Вознесенский | Из спектакля «Антимиры».                                                                       |
| 1946          | Гул затих. Я вышел на подмостки…                | Гамлет                 | Б. Пастернак   | Из спектакля «Гамлет» и фильма «Остановите Потапова!».                                         |

## Песни других авторов в исполнении Владимира Высоцкого
В раздел не включены прочитанные Высоцким чужие стихи, не являющиеся песнями.
Большинство песен приведено по книге А. Сёмина «„Чужие“ песни Владимира Высоцкого».
| Год написания | I строка                                                                     | Варианты названий | Автор текста                                                     | Автор музыки                           | Примечания                                                                                  |
| ------------- | ---------------------------------------------------------------------------- | --- | ---------------------------------------------------------------- | -------------------------------------- | ------------------------------------------------------------------------------------------- |
| 1857          | Поговори хоть ты со мной…                                                    | Цыганочка | Аполлон Григорьев                                                | И. Васильев ?                          | Из фильмов «Короткие встречи», «Иван Васильевич меняет профессию» и спектакля «Послушайте». |
| 1843          | Скатерть белая залита вином…                                                 | Очи чёрные | Неизвестен, по мотивам романса «Очи чёрные» на стихи Е. Гребёнки | Ф. Герман                              | Из мультфильма «Шпионские страсти».                                                         |
| 1843          | Утро туманное, утро седое…                                                   | В дороге | И. Тургенев                                                      | А. Абаза                               | Исполнение В.Высоцкого не вошло в фильм «Единственная…».                                    |
| 1927          | Мы странно встретились и странно разойдёмся…                                 | Караван | Б. Тимофеев                                                      | Б. Прозоровский                        |                                                                                             |
| 1909          | Среди миров, в сиянии светил…                                                | | Иннокентий Анненский                                             | А.Вертинский                           |                                                                                             |
| 1868          | Гори, гори, моя звезда…                                                      | | В. Чуевский                                                      | П. Булахов                             |                                                                                             |
| 1844          | Зима, метель, и в крупных хлопьях…                                           | Нищая | П. Ж. Беранже, перевод Д.Ленского                                | А.Алябьев                              |                                                                                             |
| 1901          | Ты сидишь одиноко и смотришь…                                                | У камина | С. Гарин                                                         |                                        |                                                                                             |
| 1916, 1927    | Обидно, эх, досадно…                                                         | | А. Кусиков, Г. Гридов, Л. Пеньковский                            | В.Бакалейников, М.Бессмертный, Б.Фомин |                                                                                             |
| 1916          | Где Вы теперь, кто Вам целует пальцы?…                                       | Лиловый негр | А. Вертинский                                                    | А. Вертинский                          | В сериале «Место встречи изменить нельзя» исполнен без I строки 2-й строфы.                 |
|               | Она сказала: «Не люблю»…                                                     | | Ив. Шевцов?                                                      |                                        |                                                                                             |
| 1962          | Клёны выкрасили город…                                                       | Бабье лето | И. Кохановский                                                   | И. Кохановский                         |                                                                                             |
| 1964          | Она была во всём права…                                                      | | М. Анчаров                                                       | М. Анчаров                             | Фрагмент исполнялся эпиграфом к песне «Она на двор — он со двора…».                         |
| 1922          | Он капитан, и родина его — Марсель…                                          | Девушка из Нагасаки (песня)                                                                                             | Вера Инбер                                                       | П. Марсель                             |                                                                                             |
| 1914          | Злая мачеха у Маши отняла её наряд…                                          | Сиротка | С. Есенин                                                        |                                        |                                                                                             |
| 1921          | В маленькой солнечной лужице…                                                | Чёртова колыбельная | Н. Агнивцев                                                      |                                        |                                                                                             |
|               | Тёмная ночь молчаливо потупилась…                                            | |                                                                  |                                        |                                                                                             |
| 1960-1963     | Глаза то лукаво блестят…                                                     | Глаза | Б. Вахнюк                                                        | Б. Вахнюк                              |                                                                                             |
| 1950-е?       | Полумрачная комната, дым папирос…                                            | |                                                                  |                                        |                                                                                             |
| 1939          | На Тихорецкую состав отправится                                              | Тихорецкая | М. Львовский                                                     | Микаэл Таривердиев                     |                                                                                             |
| 1949          | Если я заболею,− к врачам обращаться не стану…                               | | Ярослав Смеляков                                                 | Ю. Визбор                              |                                                                                             |
| 1960-1961     | Какой большой ветер…                                                         | Ветер | Новелла Матвеева                                                 | Н. Матвеева                            |                                                                                             |
| 1962          | Как у Волги иволга…                                                          | Иволга | И. Кохановский                                                   | И. Кохановский                         | При публикации в журнале «Смена» ошибочно приписано В.Высоцкому.                            |
| 1960          | Ах, утону я в Западной Двине!…                                               | | Ген. Шпаликов                                                    | Г. Шпаликов                            |                                                                                             |
| 1958          | Ах, война, что ж ты сделала, подлая?…                                        | До свидания, мальчики                                                                                                   | Б. Окуджава                                                      | Б. Окуджава                            |                                                                                             |
|               | Я помню старый, старый дом…                                                  | Песня эмигранта |                                                                  |                                        |                                                                                             |
| 1962          | Чувствуем с напарником — ну и ну!…                                           | Про маляров, истопника и теорию относительности                                                                         | А. Галич                                                         | А. Галич                               |                                                                                             |
| 1964          | Первача я взял 0,8 и халвы...                                                | Право на отдых, или Баллада о том, как я навещал своего брата, находящегося на излечении в психбольнице в Белых Столбах | А. Галич                                                         | А. Галич                               |                                                                                             |
|               | Течёт речечка да по песочечку…                                               | Речечка |                                                                  |                                        |                                                                                             |
|               | Цыганка с картами, дорога дальняя…                                           | Таганка |                                                                  |                                        |                                                                                             |
|               | Идут на Север — срока огромные…                                              | |                                                                  |                                        |                                                                                             |
| 1871          | Холод, голод, туман, непогода и слякоть…                                     | Осенние журавли | А. Жемчужников                                                   | А. Вертинский?                         |                                                                                             |
| 1942          | Я сижу в одиночке, слёзы взор мой туманят… Это было весною, зеленеющим маем… | Побег | Г. Шурмак                                                        |                                        |                                                                                             |
| 1953?         | Рано утром проснёшься…                                                       | |                                                                  |                                        |                                                                                             |
|               | Суд идёт, и вот — процесс кончается… Приморили, ВОХРы, приморили…            | |                                                                  |                                        |                                                                                             |
|               | Раз в московском кабаке сидели…                                              | |                                                                  |                                        |                                                                                             |
|               | Летит паровоз по долинам, по взгорьям…                                       | | Николай Ивановский?                                              | Николай Ивановский?                    |                                                                                             |
|               | На Колыме, где север и тайга кругом…                                         | |                                                                  |                                        |                                                                                             |
|               | На железный засов заперты́ ворота́…                                            | |                                                                  |                                        |                                                                                             |
|               | Такова уж воровская доля…                                                    | | Пётр Грузинский                                                  |                                        | из радиоспектакля «Зелёный фургон»                                                          |
| 1959          | Товарищ Сталин, вы большой учёный…                                           | Песня о Сталине Товарищ Сталин                                                                                          | Юз (Иосиф) Алешковский                                           | Юз Алешковский                         |                                                                                             |
|               | Когда с тобой мы встретились, черёмуха цвела…                                | | Ан. Тарковский?                                                  | Ан. Тарковский?                        |                                                                                             |
|               | Я сын подпольного рабочего-партийца…                                         | |                                                                  |                                        |                                                                                             |
| 1953          | Когда качаются фонарики ночные, и чёрный кот бредёт украдкою домой…          | | Глеб Горбовский?                                                 |                                        |                                                                                             |
|               | Шнырит урка в ширме у майданщика…                                            | |                                                                  |                                        |                                                                                             |
|               | Здравствуйте, моё почтенье!…                                                 | |                                                                  |                                        |                                                                                             |
| 1950          | Алёшка жарил на баяне…                                                       | | В. Агатов                                                        |                                        |                                                                                             |
|               | Мы Шиллера и Гёте не читали…                                                 | |                                                                  |                                        |                                                                                             |
|               | Я был батальонный разведчик…                                                 | Батальонный разведчик                                                                                                   | С.Кристи, В.Шрейберг, А.Охрименко                                | С. Кристи, В.Шрейберг, А.Охрименко     |                                                                                             |
| 1948          | Стою я раз на стрёме, держуся за карман…                                     | Марсель | Ахилл Левинтон                                                   |                                        |                                                                                             |
|               | Сам я вятский уроженец, много горького видал…                                | |                                                                  |                                        |                                                                                             |
| 1944          | Может, для веселья, для острастки…                                           | Про сороку-белобоку | В. Дыховичный                                                    | А. Гаррис?                             |                                                                                             |
|               | Была весна, весна красна…                                                    | |                                                                  |                                        |                                                                                             |
|               | Раз пошли на дело я и Рабинович…                                             | |                                                                  |                                        |                                                                                             |
|               | Я милого узнаю по походке, он носит брюки галифе…                            | |                                                                  | А. Дюбюк?                              |                                                                                             |
| 1941          | В этот день берут за глотку зло…                                             | День Святого Никогда | Бертольд Брехт, пер. Б. Слуцкого                                 | А. Васильев, Б. Хмельницкий            | Из спектакля «Добрый человек из Сезуана».                                                   |
| 1879?         | Ох, как в Третьем отделении…                                                 | Тайное собрание (по городским слухам)                                                                                   | Н. Морозов, Д. Клеменц                                           | А. Васильев, Б. Хмельницкий            |                                                                                             |
|               | Власть исходит…                                                              | Три параграфа Веймарской конституции                                                                                    | Б. Брехт, пер. Е. Эткинда                                        | А. Васильев, Б. Хмельницкий            |                                                                                             |
| 1925?         | На Перовском на базаре — шум и тарарам…                                      | | Л. Зингерталь                                                    | Л. Зингерталь                          |                                                                                             |
|               | После Победы стало…                                                          | Реквием | Анатоль Вертинский, пер. Г. Куренёвой                            | А. Васильев, Б. Хмельницкий            |                                                                                             |
| 1972?         | Вы пришли на именины…                                                        | Песенка из спектакля | А. Вознесенский                                                  | А. Васильев, Б. Хмельницкий            |                                                                                             |
| 1968          | Не трожь человека, деревце…                                                  | Роща | А. Вознесенский                                                  | А. Васильев, Б. Хмельницкий            |                                                                                             |
| 1976?         | Когда ярится океан…                                                          | Когда ярится океан | Ю. Дунский, В. Фрид, А. Митта?                                   | Альфред Шнитке?                        | Из фильма «Сказ про то, как царь Пётр арапа женил».                                         |